# Har Sarnai
 (juin 2021).
La mise en forme du texte ne suit pas les recommandations de Wikipédia : il faut le « wikifier ».
Les points d'amélioration suivants sont les cas les plus fréquents. Le détail des points à revoir est peut-être précisé sur la page de discussion.
- Les titres sont pré-formatés par le logiciel. Ils ne sont ni en capitales, ni en gras.
- Le texte ne doit pas être écrit en capitales (les noms de famille non plus), ni en gras, ni en italique, ni en « petit »…
- Le gras n'est utilisé que pour surligner le titre de l'article dans l'introduction, une seule fois.
- L'italique est rarement utilisé : mots en langue étrangère, titres d'œuvres, noms de bateaux, etc.
- Les citations ne sont pas en italique mais en corps de texte normal. Elles sont entourées par des guillemets français : « et ».
- Les listes à puces sont à éviter, des paragraphes rédigés étant largement préférés. Les tableaux sont à réserver à la présentation de données structurées (résultats, etc.).
- Les appels de note de bas de page (petits chiffres en exposant, introduits par l'outil «  Source ») sont à placer entre la fin de phrase et le point final[comme ça].
- Les liens internes (vers d'autres articles de Wikipédia) sont à choisir avec parcimonie. Créez des liens vers des articles approfondissant le sujet. Les termes génériques sans rapport avec le sujet sont à éviter, ainsi que les répétitions de liens vers un même terme.
- Les liens externes sont à placer uniquement dans une section « Liens externes », à la fin de l'article. Ces liens sont à choisir avec parcimonie suivant les règles définies. Si un lien sert de source à l'article, son insertion dans le texte est à faire par les notes de bas de page.
- La présentation des références doit suivre les conventions bibliographiques. Il est recommandé d'utiliser les modèles {{Ouvrage}}, {{Chapitre}}, {{Article}}, {{Lien web}} et/ou {{Bibliographie}}. Le mode d'édition visuel peut mettre en forme automatiquement les références.
- Insérer une infobox (cadre d'informations à droite) n'est pas obligatoire pour parachever la mise en page.

Pour une aide détaillée, merci de consulter Aide:Wikification.
Si vous pensez que ces points ont été résolus, vous pouvez retirer ce bandeau et améliorer la mise en forme d'un autre article.
Pour les articles homonymes, voir Gee.
Har Sarnai (Rose noire), apparu à la fin des années 1990 et toujours actif, est un des premiers groupe de rap mongol. 

## Biographie
Le groupe Har Sarnai (Rose noire), apparu à la fin des années 1990, est un des premiers groupe de rap mongol. Composé de deux frères, il propose une musique forte et brute sur des rythmes de house, qu'ils décrivent comme du techno-rap. Anthony J. Fonseca décrit leur style comme un mélange de disco et d'electronic dance music, Gregory Delaplace comme un alliage de musique électronique, de rap et de pop. Ils chantent voire crient d'une voix gutturale et grognante (chant de gorge) et s'échangent les raps, portant un intérêt aux côtés sombres de la vie et de l'amour,. Ils arborent sur scène des costumes fantastiques, des uniformes militaristes, des bottes en cuir, des peintures faciales, de longues perruques et un chapeau haut de forme,. Ils sont constamment en mouvement et les poings et les pieds en l'air. De l'avis de l'historien de la musique Peter K. Marsh, ils ont « marqué une alternative claire aux chanteurs de ballade raffinés, bien coiffés et bien élevés qui avaient dominé le courant principal de la musique jusque-là... » et « ont contribué à libérer un espace pour une nouvelle génération de rappeurs ». Au début des années 2000, le groupe Har Sarnai revêt lors de ses concerts les habits des guerriers mongols et interprète des chorégraphies mélangeant la danse hip-hop et la danse traditionnelle. Les références à l'Empire mongol sont très nombreuses dans le rap mongol, même si elles ne sont pas exclusives à ce genre de musique.
Le chanteur principal du groupe, Amarmandah Suhbatar, dit Amraa cite comme ses premières inspirations Michael Jackson, Vanilla Ice et les chamans mongols, qu'il croit inspirés du hip-hop. Les rappeurs mongols sont pour lui les chamans des temps modernes. Il est un nationaliste convaincu et s'inquiète de la pureté de la lignée mongole et donc des mariages mixtes.
Fin 2016, Amraa est agressé par un diplomate russe après qu'il s'est produit avec son groupe sur scène dans des vêtements mongols traditionnels, portant une svastika, symbole utilisé en Mongolie plusieurs siècles avant l'arrivée au pouvoir du leader nazi Adolf Hitler. Lui et son groupe démentent avoir crié « Heil Hitler ».